# 第二次世界大戰期間的菲律賓
二戰時期的菲律賓，是指在1941年日本入侵菲律宾開始，直至1945年盟軍重新奪回菲律賓，而日軍和盟軍在此期間曾多次激戰。在大戰尾聲時，發生了馬尼拉大屠殺，估計共有十萬名菲律賓平民死亡，而多數是遭日軍殺害。抗日战争胜利后，菲律宾建立了纪念碑来纪念菲律宾抗日牺牲的烈士。

## 戰時
菲律宾的抗日斗争风起云涌，当时还驻有美军並由麥克阿瑟指揮，曾与日本展开大规模的交战，但最终由于寡不敌众，菲律宾最終被日本占领。麥克阿瑟携家眷及幕僚逃亡澳大利亚，而驻菲美军则几乎全部投降，少数后来陆续加入了当地的有机组织。美國扶植的菲律賓自治領政府流亡至美國，日本則扶植菲律賓第二共和國上台，立勞威爾為總統，直到1945年日本投降。菲律賓共產黨於1942年建立「虎克军」（直譯為“抗日人民軍”），以游擊戰術對抗日本軍與第二共和國軍隊。

## 戰後
抗日战争對菲律宾政治發展有數個影響，像是菲律賓預定的獨立被延後到1946年，而曾與日本合作的某些政治人物如勞威爾及羅哈斯等人受到赦免並繼續擔任要職，後繼的幾位總統如季里諾、麥格塞塞和馬可仕都曾從軍抗日。虎克黨在二次大戰結束後持續活動，在1954年被總統麥格塞塞擊敗之後，又於1969年重整為新人民軍。菲律賓民間對日本的抗拒態度雖隨時間減弱，至今仍繼續某些議題。